# NWA Florida Bahamian Championship
L'NWA Florida Bahamian Championship, anche conosciuto come NWA Bahamas Championship è stato un titolo della federazione Championship Wrestling from Florida (CWF), un territorio della National Wrestling Alliance.

## Storia
Questo campionato veniva disputato nelle isole Bahamas che, seppur geopoliticamente facente parte del Commonwealth britannico era considerato parte del territorio della CWF. 

Dopo la parentesi tra gli anni 1982 e 1987 (quando venne utilizzato dalla CWF) il titolo ebbe due nuove edizioni nel maggio 2012 e nel settembre 2013 poiché fu disputato nella federazione NWA Ring Warriors con il nome di Ring Warriors Bahamian Championship. 

La federazione NWA Ring Warriors usci dalla NWA nel 2014 ed il titolo fu disattivato.

## Albo d'oro
Le righe con lo sfondo verde indicano un grande spazio temporale tra due match.
| Lottatore         | Regni | Data                | Luogo         | Note |
| ----------------- | ----- | ------------------- | ------------- | --- |
| Sweet Brown Sugar | 1     | 1982                |               | |
| Jimmy Garvin      | 1     | Dicembre 1982       | Miami         | Sconfisse Magnum T.A. per il titolo dopo che Sweet Brown Sugar non si presentò per difendere il titolo. |
| Rufus R. Jones    | 1     | 7 dicembre 1982     | Tampa         | |
| Angelo Mosca      | 1     | Aprile 1983         |               | |
| Dusty Rhodes      | 1     | Luglio 1983         | Nassau        | |
| Vacante           | N/A   | Sul finire del 1984 |               | Titolo vacante quando Dusty Rhodes passò alla Jim Crockett Promotions a tempo pieno.                    |
| Buddy Rose        | 1     | 12 ottobre 1985     | Nassau        | Sconfisse Pez Whatley per il titolo vacante.                                                            |
| Tyree Pride       | 1     | 18 ottobre 1985     | Nassau        | |
| Jerry Grey        | 1     | 6 febbraio 1986     | Tampa         | |
| Tyree Pride       | 2     | 15 marzo 1986       | Nassau        | |
| Ron Bass          | 1     | 31 maggio 1986      | Nassau        | |
| Lex Luger         | 1     | 13 giugno 1986      | Nassau        | |
| Tyree Pride       | 3     | 5 luglio 1986       | Nassau        | Vinse il titolo in un tag team match.                                                                   |
| Chris Champion    | 1     | 3 agosto 1986       | Orlando       | |
| The Falcon        | 1     | 28 settembre 1986   | Orlando       | |
| Bad News Allen    | 1     | 16 dicembre 1986    | Orlando       | |
| Titolo ritirato   |       | 31 gennaio 1987     |               | Titolo unificato con lo NWA Florida Southern Heavyweight Championship.                                  |
|                   |       |                     |               | |
| Chance Prophet    | 1     | 30 maggio 2012      | Nassau        | Sconfiggendo Giant Titan per la riassegnazione del titolo rispolverato dalla NWA Ring Warriors.         |
| Alex Chamberlain  | 1     | 6 ottobre 2013      | Pompano Beach | |
| Disattivato       | 1     | 26 novembre 2014    |               | |